# Іван Камишев
Іван Камишев (нар. 1935) — радянський український футболіст, півзахисник та нападник.

## Життєпис
Футбольну кар'єру розпочав 1959 році в аматорському колективі «Шахтар» (Коростишів), за який провів 5 поєдинків. Наступного року переїхав до Чернігова, де став гравцем новоствореного «Авангарду». У чернігівському колективі був капітаном, провів 9 матчів та відзначився 1-м голом. У 1962 році перебрався до нікопольського «Трубника», за який провів 29 матчів.